# Milenario de Hanói
El milenario de Hanói (Vietnamita: Đại lễ 1000 năm Thăng Long – Hà Nội) se celebró del 01 al 10 de octubre de 2010 en Hanói, Vietnam. Es la conmemoración de la fundación de la capital vietnamita por Lý Công Uẩn, primer emperador de la dinastía Lý.
Según la leyenda, Lý Công Uẩn decide trasladar su capital de Hoa Lư a Đại La en el año 1010. Aunque la ceremonia se celebrara en octubre, hasta el momento no se ha rectificado el fecha correcta cuando realice el traslado. Cuando su convoy llega a la escena, cerca de la barca del emperador aparece un dragón dorado volando al cielo. Para tanto, cambia el nombre de la nueva capital en Thăng Long (literalmente el dragón se levanta ).
- Datos: Q2533968
- Multimedia: Millennial Anniversary of Hanoi / Q2533968